# Якачина-Мала
Якачина-Мала (хорв. Jakačina Mala) — населений пункт у Хорватії, в Бродсько-Посавській жупанії у складі громади Сибинь.

## Населення
Населення за даними перепису 2011 року становило 161 осіб.
Динаміка чисельності населення поселення:

## Клімат
Середня річна температура становить 10,98 °C, середня максимальна – 25,49 °C, а середня мінімальна – -5,90 °C. Середня річна кількість опадів – 805 мм.
| Клімат поселення                              | Клімат поселення | Клімат поселення | Клімат поселення | Клімат поселення | Клімат поселення | Клімат поселення | Клімат поселення | Клімат поселення | Клімат поселення | Клімат поселення | Клімат поселення | Клімат поселення | Клімат поселення |
| Показник                                      | Січ.             | Лют.             | Бер.             | Квіт.            | Трав.            | Черв.            | Лип.             | Серп.            | Вер.             | Жовт.            | Лист.            | Груд.            |                  |
| Середній максимум, °C                         | 6,44             | 8,21             | 12,69            | 17,34            | 22,46            | 25,49            | 25,04            | 24,38            | 20,29            | 15,02            | 9,28             | 5,27             |                  |
| Середня температура, °C                       | 0,28             | 2,02             | 6,51             | 11,16            | 16,28            | 19,33            | 21,20            | 20,54            | 16,45            | 11,17            | 5,44             | 1,42             |                  |
| Середній мінімум, °C                          | −5,9             | −4,14            | 0,32             | 4,97             | 10,09            | 13,14            | 17,34            | 16,68            | 12,59            | 7,31             | 1,58             | −2,45            |                  |
| Норма опадів, мм                              | 51               | 51               | 49               | 62               | 74               | 101              | 70               | 67               | 58               | 73               | 82               | 67               |                  |
| Середньомісячна швидкість вітру, м/с          | 1.84             | 2.11             | 2.40             | 2.32             | 2.10             | 1.91             | 1.90             | 1.72             | 1.71             | 1.76             | 1.82             | 1.90             |                  |
| Середньомісячна сонячна радіація, кДж/м²·день | 4331             | 7053             | 10899            | 15234            | 19251            | 21137            | 22330            | 20327            | 14947            | 9226             | 4896             | 3613             |                  |
| --------------------------------------------- | ---------------- | ---------------- | ---------------- | ---------------- | ---------------- | ---------------- | ---------------- | ---------------- | ---------------- | ---------------- | ---------------- | ---------------- | ---------------- |
| Джерело:                                      |                  |                  |                  |                  |                  |                  |                  |                  |                  |                  |                  |                  |                  |